# 三井製薬工業
三井製薬工業株式会社（みついせいやくこうぎょう）は、かつて存在した医薬品メーカー。東京都中央区日本橋に本社を置いていた。2001年に日本シエーリングに吸収合併された。

## 沿革
- 1971年　三井東圧化学（現・三井化学）の医薬品部門が分離独立して設立
- 1972年　医薬品製造業許可と後発品の医療用医薬品製造承認取得。新規フルオロウラシル（5-FU誘導体）合成研究開始（国立がんセンター[1] との共同研究）
- 1974年　FU注（フルオロウラシル：抗がん剤）発売
- 1975年　日本唯一、酵素使用超高感度免疫定量法研究開始、宮崎医科大学（現 宮崎大学）[2] へ社員派遣
- 1976年　カイノスと酵素免疫定量法（EIA法）技術提携契約締結。FH（テガフール：抗がん剤）発売。FHと同剤のフトラフール（大鵬薬品工業）を先に開発したソビエト連邦（現・ロシア共和国）との間で原体製造技術特許係争、東京地裁にFH販売差止仮処分申請と損害賠償訴訟が提訴。1981年まで東京地裁係争、裁判所の和解勧告に従い同年和解成立
- 1977年　関東電化工業[3] がウラシルのフッ素化研究着手（抗がん剤事業拡大一環、米国から買った特許技術に共同研究参画）
- 1978年　日本初肝癌マーカーα-フェトプロテイン酵素免疫定量法（EIA）キット、販売会社カイノス社経由発売。ミラドール（スルピリド：精神・情動安定剤、視床下部作用性抗潰瘍剤。フランスサノフィ サンテラボ社導入品）発売｛大日本住友製薬（アビリット）、藤沢薬品工業（現・アステラス製薬）（ドグマチール）の3社販売｝。関東電化工業からフッ化ウラシル購入開始
- 1981年　新薬ミフロール（5-FU誘導体：経口抗がん剤）発売（2008年販売中止）。新薬ニコデール（高血圧症治療剤）発売
- 1987年　アスペノン（抗不整脈剤：ベルギーナイコメッツクリスチャンス社導入新薬）発売。コレミナール（消化管機能安定剤）発売（2005年、沢井製薬が日本シエーリング（現・バイエル薬品）より製造販売承認承継）
- 1989年　バルネチール（抗精神病薬：サノフィ サンテラボ社導入新薬）発売（大日本住友製薬と同一製品名併売）
- 1990年　タスオミン（抗乳癌剤）発売
- 1991年　ロンドン駐在所開設
- 1992年　イソピット（血管拡張剤）発売
- 1993年　富山化学工業と合併契約（1994年、白紙撤回）
- 1994年　カイノスと全自動EIA測定装置「クォルタス」独占販売契約締結
- 1995年　カイノスにクォルタス専用試薬製造移管
- 1996年　診断薬事業撤退、カイノスに試薬製造販売権譲渡
- 1998年-1999年 北陸製薬と合併交渉（決裂）
- 1999年　ローモリン（血液凝固阻止剤： アボットジャパン共同開発品）発売（2009年販売中止）。シンビット（不整脈治療剤）発売（2010年 ホスピーラ・ジャパン[4] がバイエル薬品より製造販売承認承継）
- 2000年　日本シエーリングと「株式譲渡基本契約」締結。日本シエーリングは三井製薬工業の全株式取得

## 出身者
- 北山昭[5][6][7] - 動物学者